# Stanová vysočina
Stanová vysočina (rusky Становое нагорье – Stanovoje nagorje) je horský systém v jižní části ruského dálného východu. Vysočina se táhne od severního výběžku Bajkalu na západě až k řece Oljokmě na východě, kde přechází ve Stanové pohoří.
Je tvořena několika hřebeny a rozsáhlými kotlinami v nadmořské výšce 500 až 1 000 m. Její délka je zhruba 700 km.

## Geografie
Vysočina zahrnuje několik kotlin, z nich nejvýznamnější jsou Hornoangarská (rusky Верхнеангарская), Mujsko-kuandinská (rusky Муйско-Куандинская) a Hornočarská (rusky Верхнечарская), a vysohorských hřbetů, které uvádí následující tabulka:
| Hřbet          | rusky          | nejvyšší bod | Název           | rusky           |
| -------------- | -------------- | ------------ | --------------- | --------------- |
| Jihomujský     | Южно-Муйский   | 3 067 m      | Mujskij Gigant  | Муйский Гигант  |
| Severomujský   | Северо-Муйский | 2 537 m      | -               |                 |
| Kodar          | Кодар          | 3 072 m      | Pik BAM         | пик БАМ         |
| Udokan         | Удокан         | 2 561 m      | -               |                 |
| Kalarský hřbet | Каларский      | 2 519 m      | Skalistyj Golec | Скалистый Голец |

## Geologie
Pohoří je tvořeno především krystalickými a přeměněnými horninami. Jsou zde naleziště zlata, mědi, fluoritu a černého uhlí.

## Flora
Bažinatá dna kotlin jsou porostlá podmáčenými loukami. Od úpatí hor až do hranice lesa, která je v nadmořské výšce 1 200 m, se rozprostírá tajga. Výše roste řídký les nebo tam je alpinská tundra.